# Margot Drechsel
Elsa Margot Drechsel, auch Drexler, Drechsler (* 17. Mai 1908 in Mengersdorf; † 1945) war eine deutsche Aufseherin in Konzentrationslagern.

## Leben
Drechsel war zunächst Bürokraft in Berlin und wurde im KZ Ravensbrück durch Johanna Langefeld und Dorothea Binz zur SS-Aufseherin ausgebildet. Am 27. April 1942 wurde sie Aufseherin im KZ Auschwitz, seit November 1944 war sie im KZ Flossenbürg eingesetzt. Sie stieg vom Rang einer Aufseherin zur Rapportführerin auf.
Von Zeitzeugen wurde sie als äußerst brutal beschrieben. Besonders bei weiblichen Gefangenen war sie gefürchtet. Sie misshandelte Häftlinge bis zum Tod und war an der Auswahl von Personen für die Gaskammer beteiligt.
1945 wurde sie von ehemaligen Häftlingen auf der Landstraße von Pirna nach Bautzen erkannt und an die sowjetische Militärpolizei übergeben. Sie wurde zum Tode verurteilt und im Zuchthaus Bautzen gehängt.